# Mpanga Tazara
Mpanga Tazara (auch Mpanga) ist ein Verwaltungsbezirk (englisch Ward) des Distrikts Mufindi in der tansanischen Region Iringa.

## Geografie
Mpanga Tazara liegt im südlichen Hochland von Tansania. Es ist ein sehr dünn besiedelter Bezirk im Süden des Distrikts, etwa 30 Kilometer Luftlinie südlich der Distrikthauptstadt Mafinga. Er grenzt im Nordwesten an Ihanu, im Nordosten an Mapanda und im Osten, Süden und Westen an die Region Morogoro. Bei der Volkszählung 2022 lebten 775 Menschen in 214 Haushalten auf einer Fläche von 256 Quadratkilometern.

## Gliederung
Der Bezirk besteht aus einer Gemeinden (swahili Mtaa) mit vier Orten (Kitongoji):
| Mpanga Tazara - Mlima Wa Shule - Kota - Kimbwe Station - Mkomaga |